# K-Mile Air
K-Mile Air ist eine thailändische Frachtfluggesellschaft mit Sitz in und Basis auf dem Flughafen Bangkok-Suvarnabhumi.

## Geschichte
K-Mile Air wurde 2004 gegründet und nahm den 2006 den Flugbetrieb mit zwei zu Frachtern umgebauten Boeing 727-200 auf. Im März 2014 übernahm Farnair Switzerland 45 % an dem Unternehmen. Im Dezember 2014 übernahm ASL Aviation Farnair und K-Mile.

## Flugziele
K-Mile Air bietet von Bangkok Frachtflüge in Südostasien an. Es besteht eine Zusammenarbeit mit Raya Airways.

## Flotte
Mit Stand November 2024 besteht die Flotte der K-Mile Air aus sieben Frachtflugzeugen:
| Flugzeugtyp       | Luftfahrzeugkennzeichen | Anmerkungen | Kapazität (in t) |
| ----------------- | ----------------------- | ----------- | ---------------- |
| Boeing 737-400SF  | HS-KMA                  |             | 20,5             |
| Boeing 737-400SF  | HS-KMB                  |             | 20,5             |
| Boeing 737-400SF  | HS-KMB                  |             | 20,5             |
| Boeing 737-800BCF | HS-KMD                  |             |                  |
| Boeing 737-800BCF | HS-KME                  |             |                  |
| Boeing 767-300BCF | HS-KSA                  |             |                  |
| Boeing 767-300BCF | HS-KSB                  |             |                  |
| Gesamt            | 7                       |             |                  |